# Lionel Bailliu
Lionel Bailliu é um cineasta estadunidense. Foi indicado ao Oscar de melhor curta-metragem em live action na edição de 2004 pela realização da obra Squash.